# Morti nel 1086
| Questa pagina contiene informazioni ricavate automaticamente dalle voci biografiche con l'ausilio del template Bio e di un bot. L'aggiornamento è periodico e automatico e ricostruisce completamente la pagina. Se manca una persona in questa lista, sei pregato di non aggiungerla, ma accertati piuttosto che la sua voce biografica contenga il template Bio e che i dati anagrafici siano correttamente compilati. Se il template Bio manca, inseriscilo tu stesso o, in alternativa, metti l'avviso {{tmp\|Bio}} che ne segnala la mancanza. Se i dati riportati sono sbagliati, correggi direttamente la voce biografica; le modifiche saranno visibili in questa lista entro pochi giorni. Per chiarimenti vedi il progetto biografie. La lista contiene solo le 15 persone che sono citate nell'enciclopedia e per le quali è stato implementato correttamente il template Bio. Pagina aggiornata al 18 giu 2025. |

- 23 febbraio - Federico di Moravia, vescovo boemo
- 18 marzo - Anselmo di Lucca, cardinale e vescovo italiano
- 21 maggio - Wang Anshi, politico, economista e funzionario cinese (n. 1021)
- 25 maggio - Benavert, condottiero arabo
- 14 luglio - Toirdhealbhach Ua Briain, re irlandese (n. 1009)
- 8 agosto - Corrado I di Lussemburgo, nobile tedesco
- 25 settembre - Guglielmo VIII di Aquitania, duca (n. 1025)
- 11 ottobre - Sima Guang, storico, funzionario e politico cinese (n. 1019)
- 25 dicembre - Giuditta di Boemia, nobile ceca
- Canuto IV di Danimarca, re e santo danese (n. 1043)
- Gerardo di Buonalbergo, nobile
- Sulayman ibn Qutulmish, sultano
- Ramon Folch I de Cardona, nobile
- Goffredo Ridello, avventuriero e generale normanno
- Abenamar, poeta arabo (n. 1031)